# Kumlu (district)
Kumlu is een Turks district in de provincie Hatay en telt 13.210 inwoners (2007). Het district heeft een oppervlakte van 223,1 km². Hoofdplaats is Kumlu.
De bevolkingsontwikkeling van het district is weergegeven in onderstaande tabel.
| 1997   | 2000   | 2007   |
| ------ | ------ | ------ |
| 13.564 | 16.070 | 13.210 |